# Tubérculo geniano
O Tubérculo geniano ou Espinha geniana é uma elevação, pontiaguda, localizada na face interna da mandíbula, na região anterior.
Nele se inserem algumas estruturas como os músculos genioglosso e geniohióideo.